# Achaea euryplaga
Achaea euryplaga is een vlinder van de familie van de spinneruilen (Erebidae). De wetenschappelijke naam van deze soort is voor het eerst voorgesteld als Heliophisma euryplaga door George Francis Hampson in een publicatie uit 1913.
De soort komt voor op Madagaskar en Réunion.